# Ripley’s Aquarium of Canada
Koordinaten: 43° 38′ 31,8″ N, 79° 23′ 11,8″ W

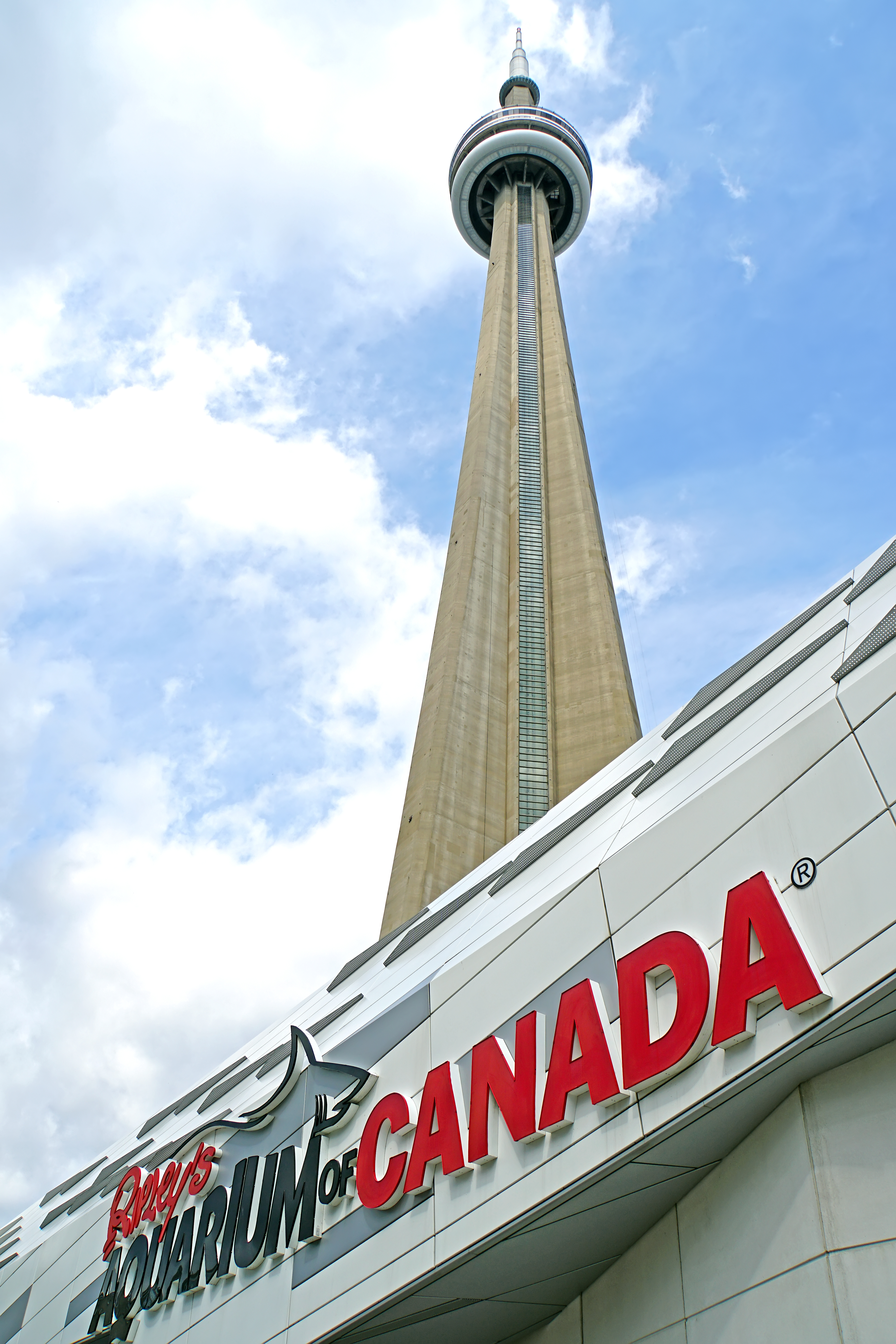
Ripley’s Aquarium of Canada neben dem CNTower

Das Ripley’s Aquarium of Canada ist ein Schauaquarium in der kanadischen Stadt Toronto in Ontario. Das Aquarium liegt im südlichen Stadtzentrum, direkt neben dem CN Tower und dem Rogers Centre am Bremner Boulevard. Es ist bei der World Association of Zoos and Aquariums (WAZA), der Zoo and Aquarium Association (ZAA) sowie der Canadian Association of Zoos and Aquariums (CAZA) akkreditiert.

## Geschichte
Im Oktober 2013 eröffnete das Ripley’s Aquarium of Canada. Es ist zu diesem Zeitpunkt das größte Innenaquarium Kanadas und mit der Erwartung verbunden, dass es von mehr als zwei Millionen Interessenten im Jahr besucht wird. Das Aquarium wurde federführend von der Ripley Entertainment Inc.  gebaut, die die kanadische Regierung  (Government of Canada) sowie das Government of Ontario und die City of Toronto als Partner beteiligte. Das Government of Ontario bezuschusste das Projekt mit 11,0 Millionen kan$. Mit dem Aquarium versprach sich die Regierung ein Anwachsen des Tourismus, die Schaffung von Arbeitsplätzen und generell eine Stärkung der lokalen Wirtschaft. Die City of Toronto bietet für den Zeitraum von 12 Jahren finanzielle Anreize zur Immobiliensteuer im Rahmen des Imagination, Manufacturing, Innovation and Technology Programms (IMIT). Ripley Entertainment Inc. betreibt bereits die ähnlich strukturierten Aquarien Ripley’s Aquarium of Myrtle Beach, South Carolina und Ripley’s Aquarium of the Smokies in Gatlinburg, Tennessee.

## Anlagenkonzept und Tierbestand
Das ursprünglich für 13.500 aquatische Tiere in 450 Arten konzipierte Ripley’s Aquarium of Canada enthält inzwischen etwa 20.000 Tiere (Stand 2023). Das Aquarium zeigt eine breite Palette von Salzwasser- und Süßwasserbiotopen der ganzen Welt. Es erstreckt sich über zwei Stockwerke. Den im Obergeschoss (Upper Level) eintretenden Besuchern wird ein Rundgang angeboten, der folgendermaßen strukturiert ist: Zunächst können sich die Gäste in einem Informations- und Bildungszentrum (Marine Education Center) über das Aquarium und seine Tierwelt informieren. Danach folgen ein Becken mit der Flussfauna des Amazonasgebiets (Rio Amazon) sowie ein Becken, das mit Quallen besetzt ist (Planet Jellies). Anschließend  geht es zunächst eine Etage tiefer (Lower Level) vorbei an einem Rainbow Rock genannten nachgebildeten Korallenriff zum Dangerous Reef, einer u. a. mit Haien besetzten Ozeanlandschaft, wo die Tiere durch einen aus Acrylglas gefertigten Tunnel auch von unten zu sehen sind. Der Tunnel ist 96 Meter lang, das Becken fasst 2,84 Millionen Liter Wasser.

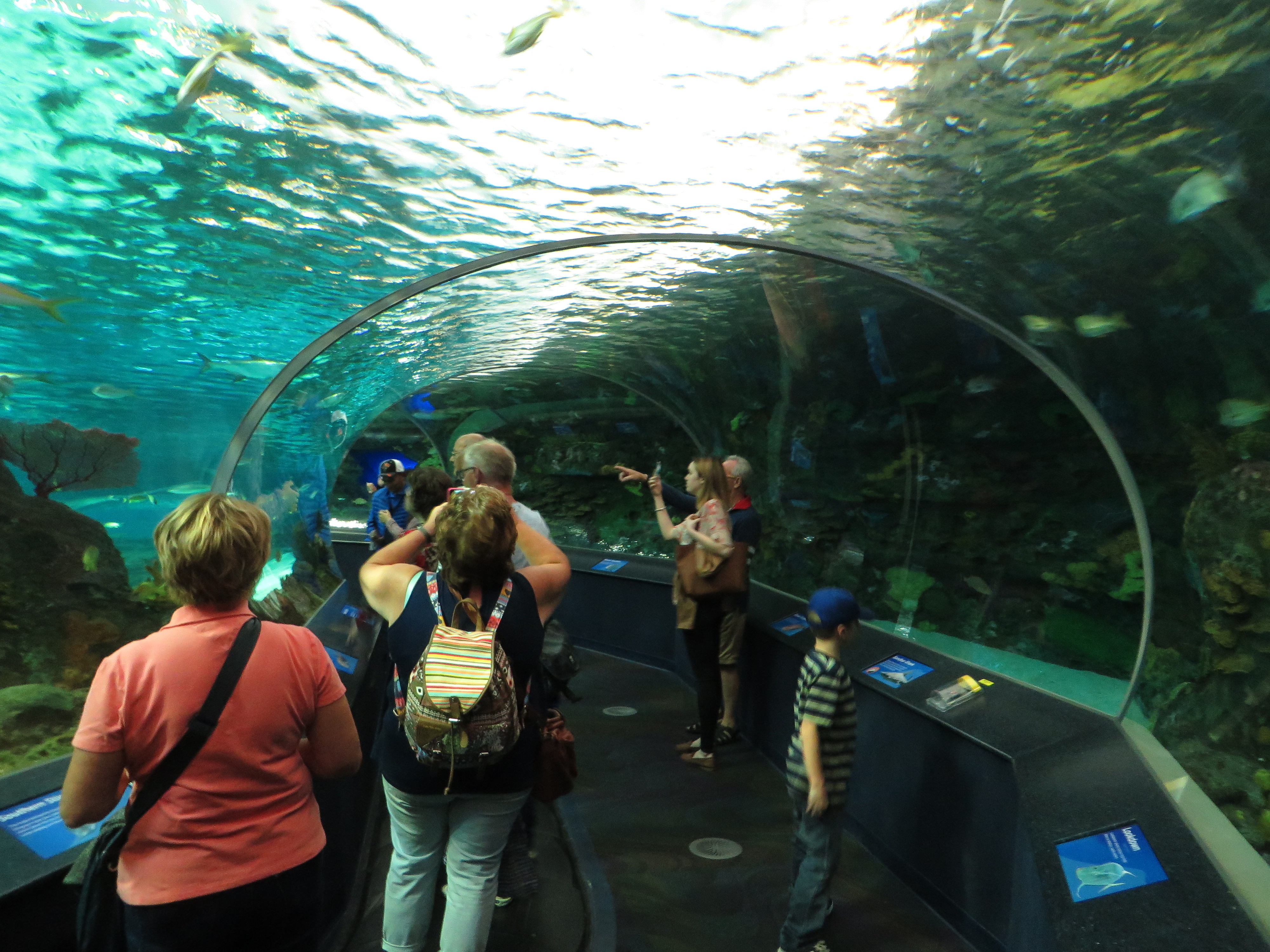
Unterwassertunnel
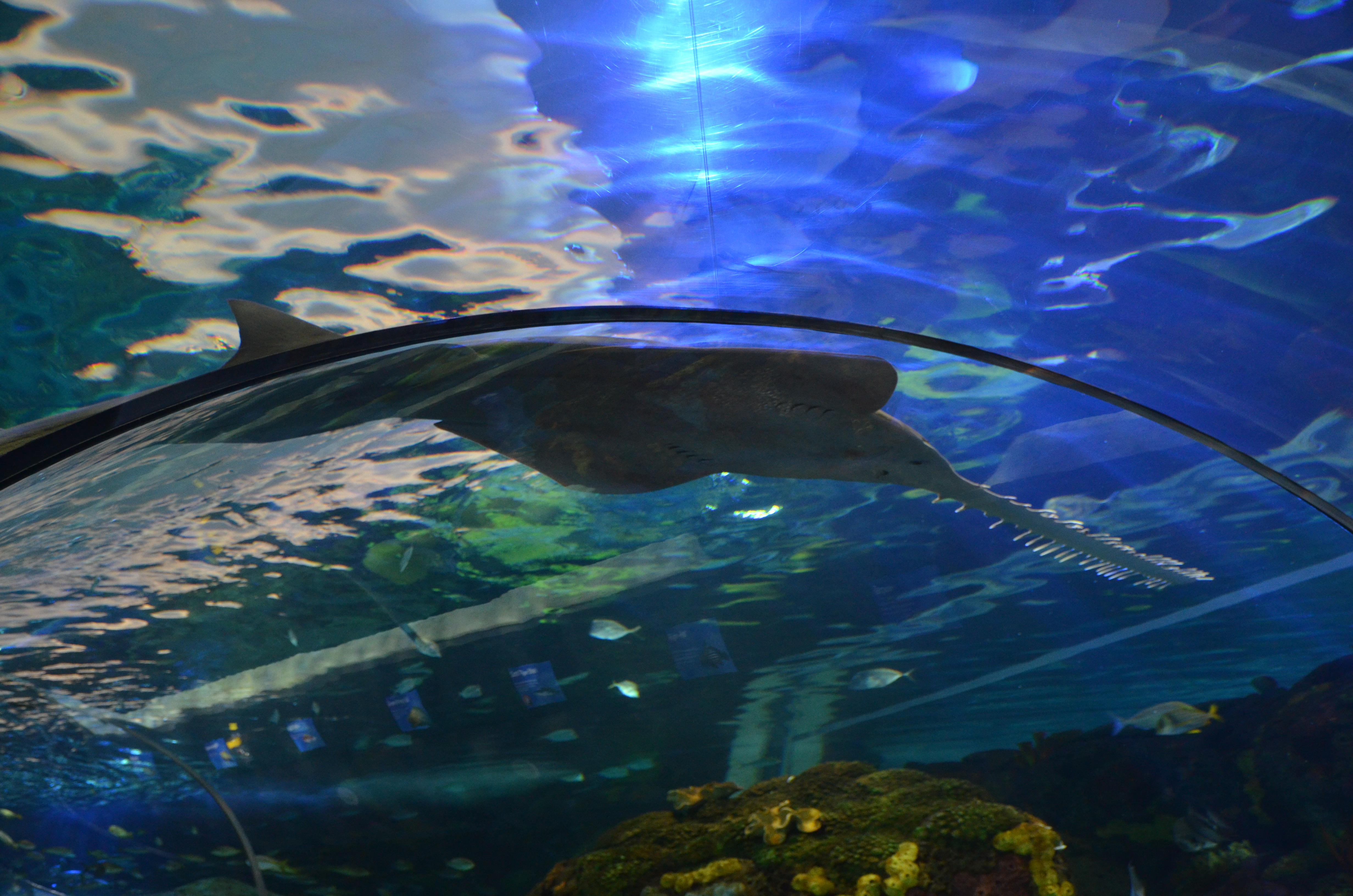
Bahamas-Sägehai über Unterwassertunnel
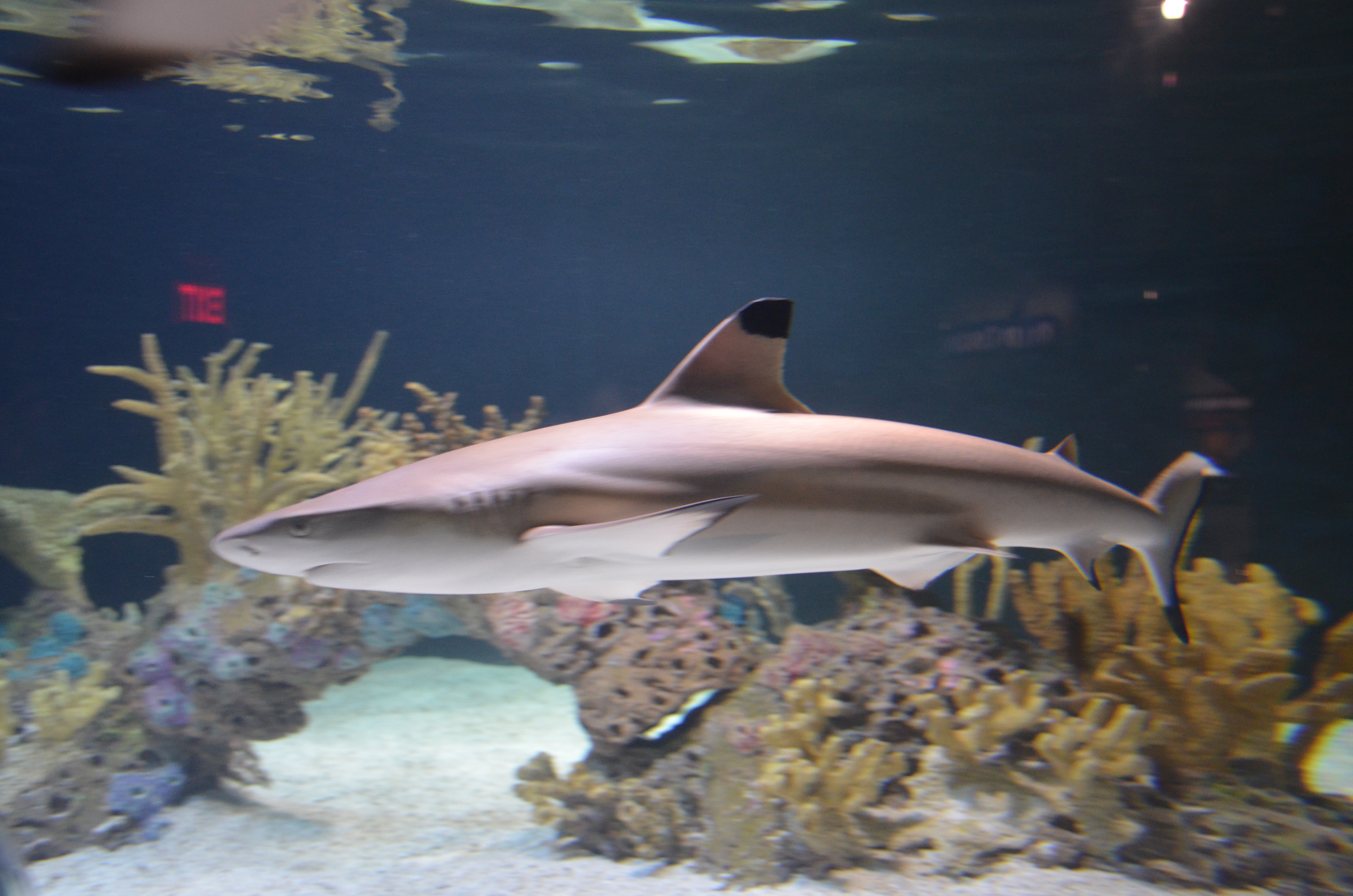
Schwarzspitzen-Riffhai

Das folgende, als Touch Tank and Discovery Center genannte Becken ermöglicht es den Besuchern einzelne Wassertiere zu berühren. Das überwiegend mit Rochen besetzte Becken (Ray Bay) befindet sich am Ende der unteren Etage. Die Fortsetzung des Rundgangs führt die Besucher wiederum in das Obergeschoss, wo sie die Abteilung für Amphibien und Reptilien erreichen. Auf der Oberfläche des Dangerous Reefs sind Fahrten mit einem Glasbodenboot möglich. Im Aquarium gibt es auch ein Café und einen Andenkenladen.

## Arterhaltungs- und Schutzprogramme
Das Ripley’s Aquarium of Canada stellt den Schutz der natürlichen Lebensräume der kanadischen Gewässer in den Vordergrund seiner Arterhaltungsbemühungen. Beispielsweise werden die folgenden Projekte unterstützt:
- Save the Great Lakes, ein Projekt zum Artenschutz im Bereich der Großen Seen.
- Shoreline Cleanup: Hierbei werden die Strände von Toronto gesäubert, im Besonderen wird Plastikmüll entfernt.
- Gemeinsam mit der Dalhousie University wird der Schutz und die Erforschung des kritisch gefährdeten Atlantic Whitefish (Coregonus huntsmani), der zu den Lachsfischen zählt und der ausschließlich in der Region Petite Rivière im Süden von Nova Scotia vorkommt, betrieben.

Neben den lokalen Programmen beteiligt sich das Ripley’s Aquarium of Canada gemeinsam mit der Organisation SECORE International an Erhaltungsprogrammen für Korallenriffe weltweit. Wegen der Erwärmung der Meere ist ein Schutz der Korallen nur eingeschränkt möglich. Es werden Anstrengungen unternommen, um äußere Einflüsse, beispielsweise Verschmutzungen und schädliche Fischereipraktiken zu verhindern oder zumindest stark einzuschränken.
Jedes Jahr veranstaltet SECORE International außerdem einen Workshop für Aquarienfachleute aus der ganzen Welt, um die Wiederherstellung der Korallenriffe zu unterstützen. Basierend auf den Meerestemperaturen und dem Mondzyklus können Wissenschaftler vorhersagen, wann Korallen in freier Wildbahn laichen. Während dieser vorhersehbaren Ereignisse suchen die Forscher und Aquarium-Freiwillige des Nachts vor Ort nach Laichkorallen. Bündel mit Eiern und Sperma werden dann von Wissenschaftlern eingesammelt. Nach der Sammlung werden diese Bündel in ein Labor gebracht, in dem sich die Befruchtung vollzieht. Um die genetische Vielfalt zu gewährleisten, werden Bündel aus verschiedenen Kolonien zusammengemischt. Nach der Befruchtung werden die Embryonen mikroskopisch in ihrer Entwicklung beobachtet und überwacht. Um sicherzustellen, dass sich genügend Embryonen weiterentwickeln, werden sie in verschiedenen Behältern, die gefiltertes Meerwasser und verschiedene Substrate enthalten, aufgeteilt. In den folgenden Tagen entwickeln sich die Embryonen zu Larven, die schwimmend einen Ort suchen, um sich niederzulassen. Sobald sie mit der Bildung eines Skeletts beginnen, können sie auf einem Riff aufgesteckt werden. Die auf dem Riff platzierten Korallen werden anschließend regelmäßig auf Überlebens- und Wachstumsraten überwacht. Bisher hat SECORE International erfolgreich kritisch gefährdete oder bedrohte Korallenarten aufgezogen, darunter u. a. die Elchgeweihkoralle (Acropora palmata) sowie Acropora cervicornis, Colpophyllia natans und Diploria labyrinthiformis.

## Galerie
Die folgenden Bilder zeigen einige Tiere aus dem Bestand des Ripley’s Aquarium of Canada:

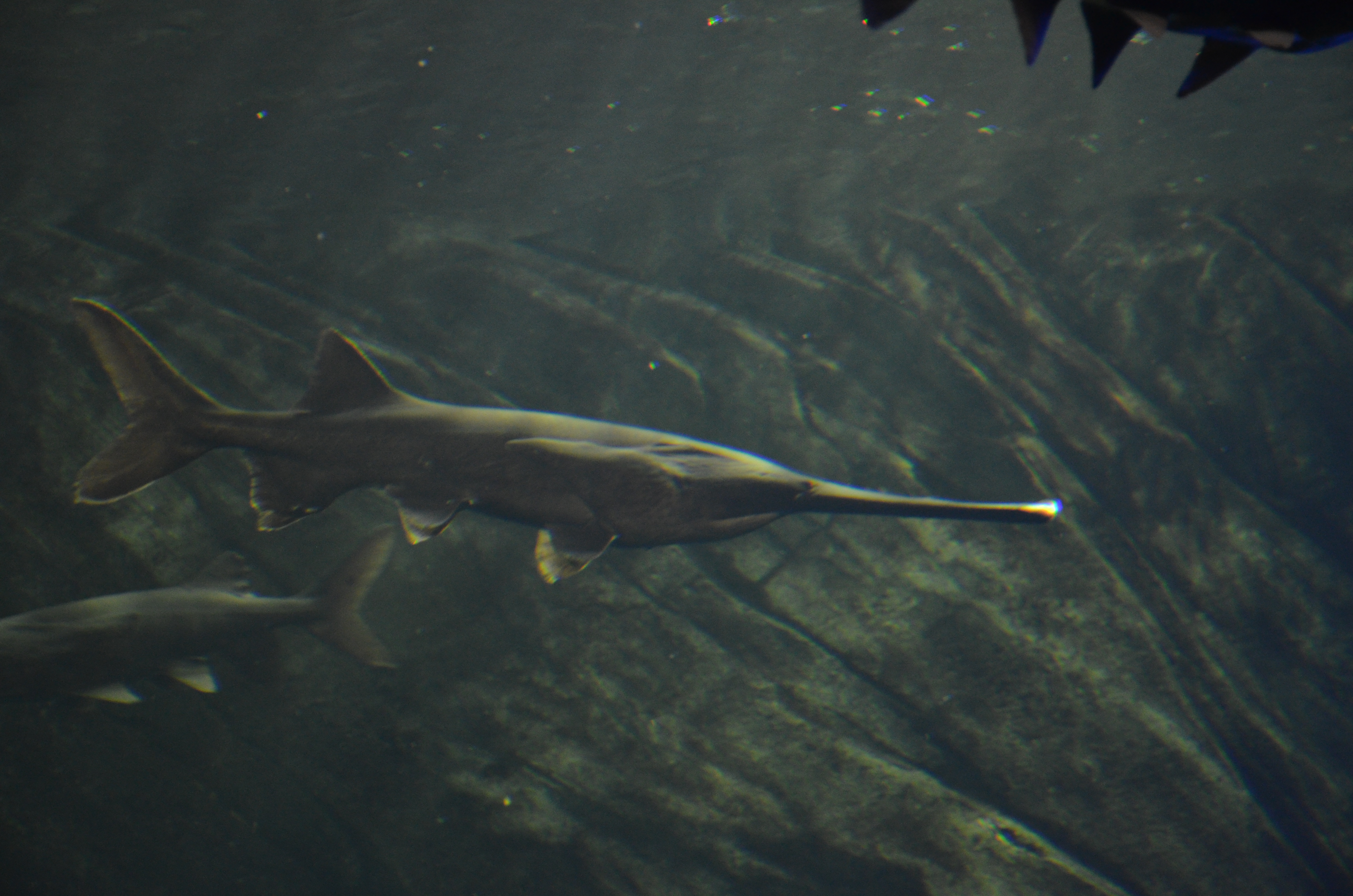
Löffelstör
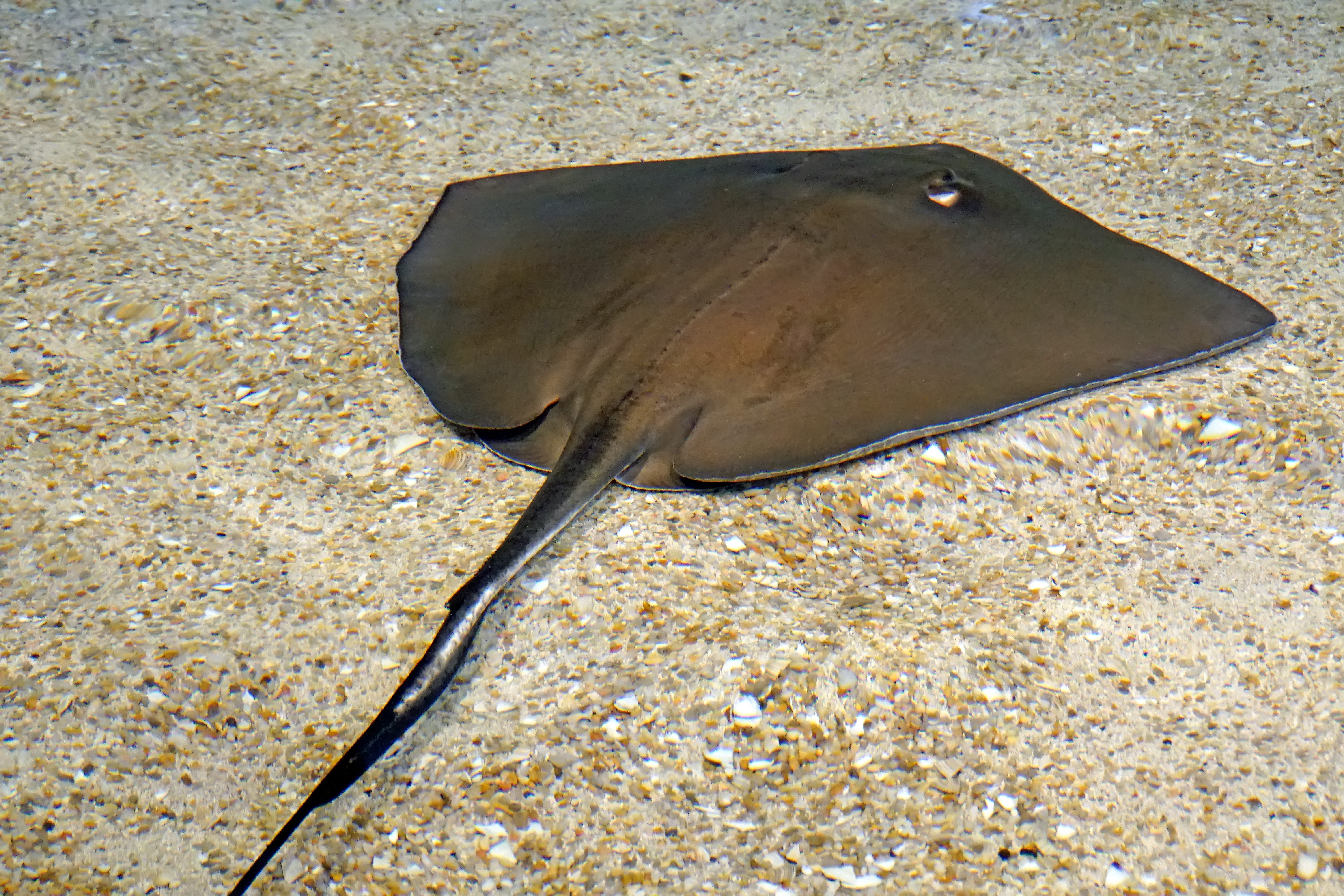
Amerikanischer Stechrochen
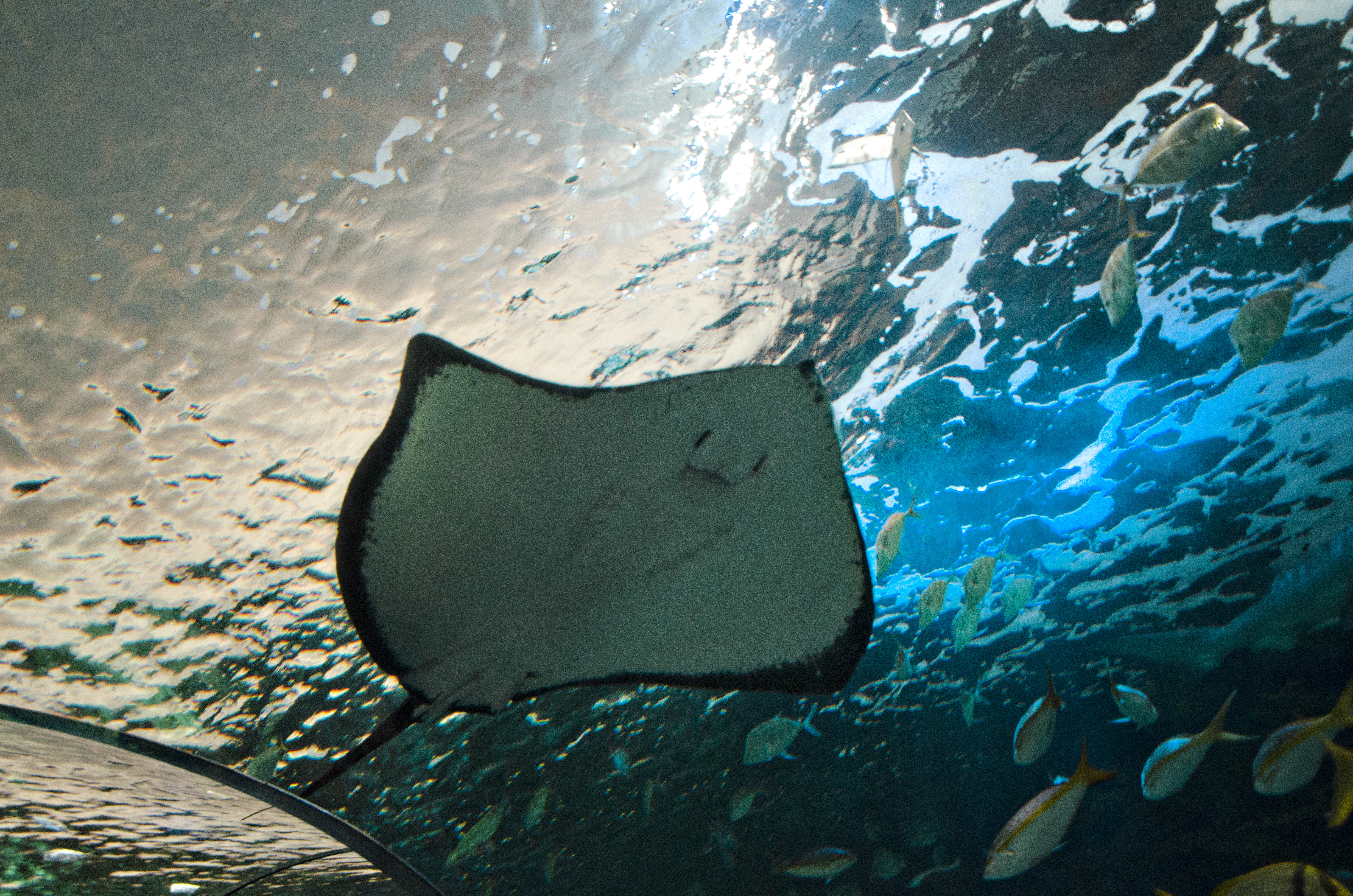
Unterseite eines Stechrochens
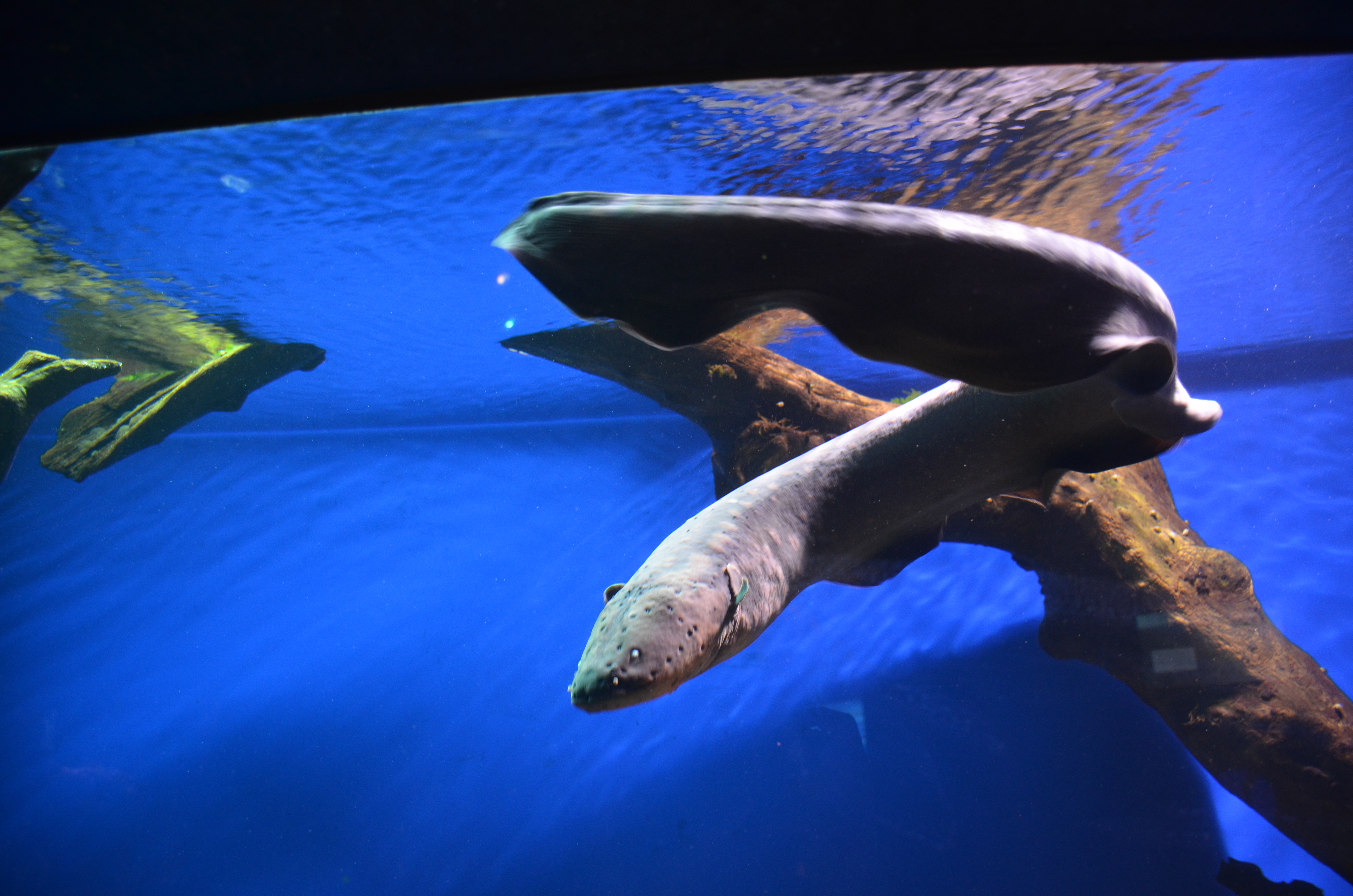
Zitteraal Electrophorus electricus
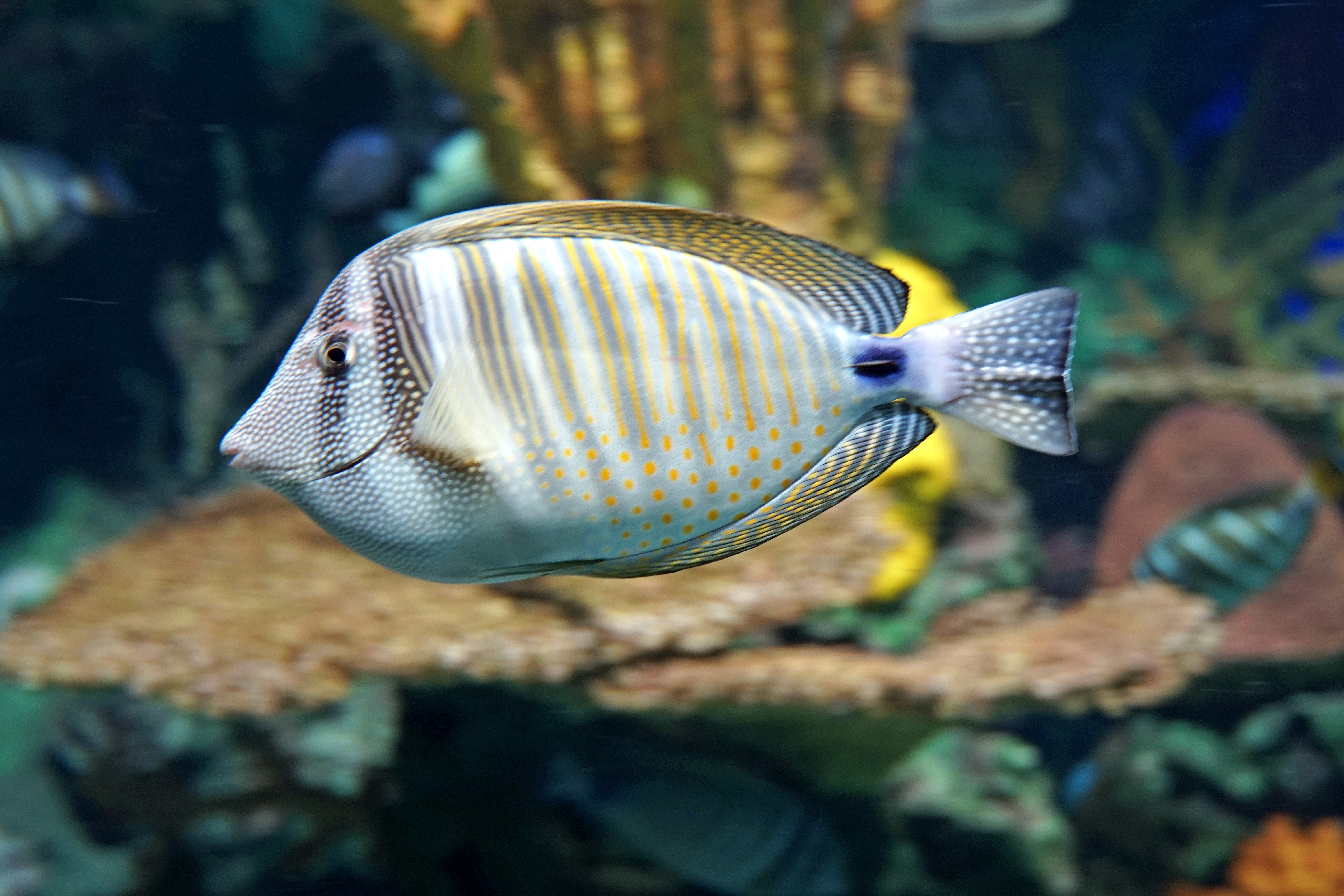
Indischer Segelflossendoktor